# Summer Snow (テレビドラマ)
『Summer Snow』（サマー・スノー）は、2000年7月7日から9月15日まで毎週金曜日21:00 - 21:54に、TBS系「金曜9時」枠で放送されたテレビドラマ。主演は堂本剛。平均視聴率は18.1%。
両親を亡くし、自転車店を営みながら弟妹と暮らしている夏生と、心筋拡大症を患いながら信用金庫に勤めるユキのラブストーリー。

## あらすじ
篠田夏生（堂本剛）は両親の事故死で自転車店を継ぎ、耳の不自由な高校生の弟・純（小栗旬）と妹の知佳（池脇千鶴）の面倒を見ている。夏生の趣味はダイビングで、週末には純と連れだってよく海に出かけては潜っている。高校3年生の純は4歳の時の事故が原因で耳に障害があるが、補聴器を使えば日常生活には何の支障もなく成績は優秀。教師を目指している。高校2年生の知佳は、篠田家の家事全般を切り盛りするしっかり者で、夏生や純のことをいつも気にかける優しい女の子。実は純の幼なじみの末次弘人（今井翼）とこっそり付き合っている。 
ある日、公園で自転車に乗れない男の子に乗り方を教えていた夏生は、信用金庫に勤務する片瀬ユキ（広末涼子）に怪我をさせてしまう。夏生はユキの手当てをするうち、彼女の勤める信用金庫が自分の取引先だと気付く。夏生の店は改装したばかりで、借金を抱えていた。ユキは新人で、営業回りをしているところだった。5歳で心筋拡大症と診断され、以来この病気と闘っている。2歳で母を亡くして以来刑事の父・正吾（角野卓造）と2人暮らしをしており、自分を心配しながら激務についている父を気遣いつつ、したいことを我慢して無理をせず生きてきたが、夏生との出逢い、そして、その屈託のない人柄にひかれ、ユキは徐々に生き方を変えていくことになる。 
純はメールで知り合った『ユキ』と会うことになったが、隠していた耳の障害のことでなじられ傷つく。そのことを知った夏生は激怒、ユキの所にどなり込みにいくが…。

## キャスト
篠田夏生＜21→22＞
演 - 堂本剛（KinKi Kids）
自転車屋を営みながら篠田家の大黒柱となって純と知佳という2人の弟妹を養っている。
情に熱く、面倒見もいいが、少し一本気でおせっかい。ダイビングをして水中写真を撮るのが趣味。
入り浸る弘人の面倒も見ているが、全てを親のせいにして親がいない夏生達を頼る姿勢には見切りをつけている。
片瀬ユキ＜21＞
演 - 広末涼子
短大を卒業し信用金庫に勤務。営業回りをしているときに夏生と出会う。
夏生と恋愛関係を築いてゆく。心臓に持病があるが、生き方は前向き。
末次弘人＜18＞
演 - 今井翼（当時ジャニーズJr.）
夏生にとっては弟のような存在。
学校が嫌いで何かと篠田家に入り浸っている。夏生に内緒で知佳と付き合っている。
都合の悪いことは親のせいにして遊んでばかりいるため夏生からは内心嫌われている。
後に家出し篠田家に居候することになり、夏生が経営する「篠田サイクル」で働き始めたことにより改心。将来は夏生の跡を継ぎたいと思うようになる。
篠田知佳＜17＞
演 - 池脇千鶴
夏生の妹で高校2年生。良妻賢母タイプで篠田家の母親的存在。
優しくて思いやりがある。夏生に内緒で純の幼なじみの弘人と付き合っている。
後に妊娠が判明するが弘人に責任をとる意思や生活力がないことに失望し、川に浸ることで中絶しようと試みたが、弘人の改心や夏生の後押しもあり産むことに決める。
篠田純＜18＞
演 - 小栗旬
夏生の弟で高校3年生。子供時代の事故で聴力に障害を持つ。補聴器をすれば日常生活には支障はない。成績優秀で教師を目指す。
警察が手柄目当てで乱暴な捜査をした現場に居合わせてしまい冤罪で逮捕されてしまう。
手抜き捜査がマスコミに発覚することを恐れた少年課により冤罪であったことが明らかになるが、謝罪はされなかった。
橘青児＜24＞
演 - 中村俊介
ユキの主治医の息子で、大学病院に勤務。ユキに恋する。
鈴木美紗＜21＞
演 - 国仲涼子
ユキの同僚。いまどきの女の子。Eメールで純と知り合う。
ユキの名前を騙って純とデートするも、純の障害を知ると手のひら返しで罵倒した。
美紗の偽名使用を知らない夏生がユキと美紗を勘違いして抗議した際も、全ての責任をユキに押し付けた。
桜井美也子＜42＞
演 - 原日出子
ユキが通う病院の看護婦。密かに正吾に思いを寄せる。
片瀬正吾＜50＞
演 - 角野卓造
ユキの父。心優しき少年課の刑事。ユキの病気を心配する。
手柄目当てで乱暴な捜査をした少年課が純を冤罪で逮捕した際には、純の支援に回る様子を見せた。
ひったくり犯
演 - 塚本高史
警察の手抜き捜査により事件に関わっていない純が冤罪で捕まる原因となった。
警察署職員
演 - 八嶋智人
ゆかり
演 - 福田麻由子
ユキと夏生がボランティアに行っている病院に入院している子供。心臓に持病を抱えている。
ゆかりの父
演 - 阿部サダヲ

## 主題歌
- オープニング
  - 「Summer Snow」（原曲：The Water Is Wide ）
  - 「SEVEN ANGELS」（作詞：岩里祐穂、小松江里子、作曲：千住明）

歌：シセル・フィーチャリング・ザムフィル
- 主題歌「夏の王様」
歌：KinKi Kids（ジャニーズ・エンタテイメント）

## スタッフ
- 脚本 - 小松江里子
- 演出 - 松原浩、遠藤環、平野俊一
- プロデューサー - 伊藤一尋
- 音楽 - 千住明
- 協力 - 東通、アックス、緑山スタジオ・シティ
- 制作 - TBSエンタテインメント（現・TBSテレビ）
- 製作著作 - TBS

## 放送日程
| 各話                                                       | サブタイトル                 | 放送日        | 視聴率 |
| ---------------------------------------------------------- | ---------------------------- | ------------- | ------ |
| 第1話                                                      | 天国の親父へ                 | 2000年7月7日  | 19.5%  |
| 第2話                                                      | 泣き虫アニキ                 | 2000年7月14日 | 20.4%  |
| 第3話                                                      | 17歳の妊娠                   | 2000年7月21日 | 19.2%  |
| 第4話                                                      | 世界で一番の命               | 2000年7月28日 | 16.5%  |
| 第5話                                                      | 恋人の秘密                   | 2000年8月4日  | 16.9%  |
| 第6話                                                      | オマエとはもうつきあえないよ | 2000年8月11日 | 17.6%  |
| 第7話                                                      | おつきあいさせてください！   | 2000年8月18日 | 18.2%  |
| 第8話                                                      | 正直が一番!                  | 2000年8月25日 | 15.5%  |
| 第9話                                                      | 絶対死んじゃダメだ           | 2000年9月1日  | 18.1%  |
| 第10話                                                     | 永遠の別れ                   | 2000年9月8日  | 18.2%  |
| 最終話                                                     | 愛の奇跡                     | 2000年9月15日 | 18.9%  |
| 平均視聴率 18.1%（視聴率は関東地区・ビデオリサーチ社調べ） |                              |               |        |

## 受賞
- 第26回ザテレビジョンドラマアカデミー賞[1]
  - 最優秀作品賞
  - 最優秀主演男優賞 - 堂本剛
  - 最優秀助演女優賞 - 広末涼子
  - 主題歌賞 - 「夏の王様」 - KinKi Kids

| TBS系 金曜9時枠連続ドラマ                          | TBS系 金曜9時枠連続ドラマ            | TBS系 金曜9時枠連続ドラマ              |
| 前番組                                             | 番組名                               | 次番組                                 |
| -------------------------------------------------- | ------------------------------------ | -------------------------------------- |
| 池袋ウエストゲートパーク （2000.4.14 - 2000.6.23） | Summer Snow （2000.7.7 - 2000.9.15） | 教習所物語 （2000.10.13 - 2000.12.22） |

## 舞台
2013年、このテレビドラマを原作としたミュージカルが韓国人キャストで製作、韓国ミュージカル「Summer Snow」として日本で上演された。韓国語上演（日本語字幕あり）。
あましんアルカイックホール（兵庫県尼崎市）にて2013年4月12日 - 4月19日まで全15回公演、東京・赤坂ACTシアターにて5月31日 - 6月15日まで全30回公演。

### キャスト
尼崎公演
- カン・ジンハ（JINHA / 真夏）(22) - ソンミン（SUPER JUNIOR） / ソンジェ（超新星） / ソン・スンヒョン（FTISLAND） ※トリプルキャスト
- ハン・ソルヒ（SULHI / 雪姫）(22) - ユナ（AOA） / イ・ジフン（C-REAL）
- カン・ジュン（ジュン）(20) - カン・ダビン
- カン・ウナ（UNA）(18) - チョ・ヨユン（C-REAL） / イ・グムジョ
- ウンス（UNSU）(18) - ケビン（U-KISS） / スヒョン（U-KISS） ※ダブルキャスト
- ソ・ユンジェ（Yunje）(20代中盤) - ホ・ヨンセン（SS501） / パク・クァンヒョン　※ダブルキャスト

東京公演
- カン・ジンハ（JINHA / 真夏）(22) - ソンミン（SUPER JUNIOR） / ソンジェ（超新星） / ジヒョク（超新星） / スヒョン（U-KISS）
- ハン・ソルヒ（SULHI / 雪姫）(22) - イ・ジフン（C-REAL）
- カン・ジュン（ジュン）(20) - カン・ダビン
- カン・ウナ（UNA）(18) - イ・グムジョ / チョ・ヨユン（C-REAL）
- イ・スヒョン - ケビン（U-KISS）
- ソ・ユンジェ（Yunje）(20代中盤) - ホ・ヨンセン（SS501） / キム・イアン / イ・チャンソプ

### スタッフ
- 演出 - キム・ジェソン
- 脚本 - オ・ウンヒ
- 音楽監督 - チェ・カブォン
- 音楽助監督 - キム・ジンフン、ハン・マンソン（MODEN）、ヨム・ドンコン
- 美術監督 - ソ・スクジン
- 照明監督 - ミン・ギョンス